# Прокоп от Моравия
Прокоп Моравски (на чешки: Prokop, на немски: Prokop von Mähren; * ок. 1355; † 24 септември 1405, Брюн) от династията Люксембурги, е от 1375 до 1405 г. маркграф на Моравия.

## Живот
Той е вторият син на маркграф Йохан Хайнрих (1322 – 1375) и втората му съпруга Маргарета от Тропау (1330 – 1363), дъщеря на херцог Николаус II. Баща му е син на бохемския крал Ян Люксембургски (1316 – 1346) и по-малък брат на император Карл IV (1316 – 1378) и на Бона (1315 – 1349), съпругата на френския крал Жан II Добрия.
През 1375 г. Прокоп, заедно с по-големия му брат Йобст, наследяват Маркграфство Моравия, което води до непрекъснати конфликти помежду им и с братовчедите му Вацлав IV и Сигизмунд Люксембургски.
Прокоп умира неженен и бездетен на 24 септември 1405 г. Погребан е в основания от баща му през 1375 г. картузиански манастир „Пресвета Троица“ в Кралово поле (днес квартал в Бърно). Брат му Йобст получава цялото наследство и политическото положение в Бохемия и Морава се успокоява.